# DMX Krew
Pour les articles homonymes, voir DMX.
DMX Krew, de son vrai nom Edward Upton, est un compositeur de musique électronique. Dans la seconde moitié des années 1990, il publie plusieurs albums sur le label Rephlex, à commencer par Sound Of The Street, son premier album, sorti en 1996. Son style s'inspire de la musique électronique des années 1980, avec des influences hip-hop et Nouveaux Romantiques. Il est le fondateur et dirigeant du label Breakin' Records.

## Pseudonymes
- EDMX
- ED DMX
- Bass Potato
- Computer Rockers
- House Of Brakes
- Raw DMX

## Discographie

### Albums
- Sound of the Street (1996)
- Ffressshh! (1997)
- Nu Romantix (1998)
- We are DMX (1999)
- The Collapse of the Wave Function (2004)
- Kiss Goodbye (2005)
- Wave:CD (2005)
- Reith Tracks (2013)
- Standing Stones (2014)
- 100 Tears (2014)
- Shape Shifting Shaman (2014)
- You Exist (2016)
- Strange Directions (2017)
- Glad To Be Sad (2019)
- Libertine 12 (2019)

### Maxis et EP
- Got You on My Mind (1994)
- Cold Rockin' with the Krew (1996)
- DMX Bass / Rock Your Body (1997)
- You Can't Hide Your Love (1997)
- You Can't Hide Your Love Remixes (1997)
- Adrenalin Flow (1998)
- Party Beats (1998)
- Showroom Dummies (1998)
- Back to the Bass (1999)
- Seedy Films (2002)
- Soul Miner (2002)
- The Collapse of the Wave Function Volume 1 (2004)
- The Collapse of the Wave Function Volume 2 (2004)
- Body Destruction (2005)
- Asylum Seekers - Hardcore House EP" (2007), First Cask Records)
- Don't You Wanna Play? (2019)

### Compilations
- The Braindance Coincidence (2001, Rephlex)
- Rephlexions! An Album Of Braindance! (2003, Rephlex)